# 葵タワー
葵タワー（あおいタワー）は、静岡市葵区紺屋町にある超高層ビル、複合型商業施設。

## 概要
紺屋町再開発事業によって建設された再開発ビル。JR静岡駅北口の斜め向かいに位置する。静岡市内で最も高いビル。設計は株式会社アール・アイ・エー。施工は竹中木内鈴与共同企業体。
複合棟は地上25階地下2階建て（125m）で、2010年4月にオープンした。オフィスや書店、飲食店などが入居。同年5月に静岡市美術館（英語表記：Shizuoka City Museum of Art）がオープンした。隣棟に地上10階地下1階建ての駐車場「稲森パーキング本社」が複合棟に先行して2008年9月に完成。複合棟と連結しているため駐車場として利用できる。
基幹テナントとして戸田書店静岡本店が地下1階から地下2階の一部に入居していたが、書店業界の不振やコロナ・ショックにより、2020年7月26日に閉店した。後継テナントとして2021年6月から日本リージャスホールディングス（東京）が「リージャス静岡葵タワービジネスセンター」を開設することになった。
持ち分の一部を2021年6月に東海道リート投資法人が取得している。

## 沿革
これ以前の経緯は静岡駅前紺屋町地区再開発組合ホームページを参照。
- 2006年5月 - 静岡駅前紺屋町地区市街地再開発組合の設立が認可される。同年6月から工事に着手。
- 2008年9月 - 駐車場棟が完成。
- 2010年
  - 3月 - 複合棟が完成。
  - 4月1日 - 「静岡市美術館」を除いてオープン。地下1階 - 地上2階に「戸田書店静岡本店」が入店。
  - 5月1日 - 「静岡市美術館」がオープン。
  - 10月1日 - 「静岡市美術館」で本格展示開始。展示空間が、2011年度グッドデザイン賞受賞[4]。

## 静岡市美術館
葵タワーの3階にある。財団法人静岡市文化振興財団が管理。展示室の広さは3室計約1,100m2、天井高4.1 - 4.5mと、国宝や重要文化財等、国指定文化財の展示も可能な構造である。デザインや工芸作品等、幅広いジャンルの展示を行っている。収蔵品を持たない美術館であり、特定のジャンルに縛られない幅広い企画展・イベントの開催が本美術館の大きな特徴となっている。

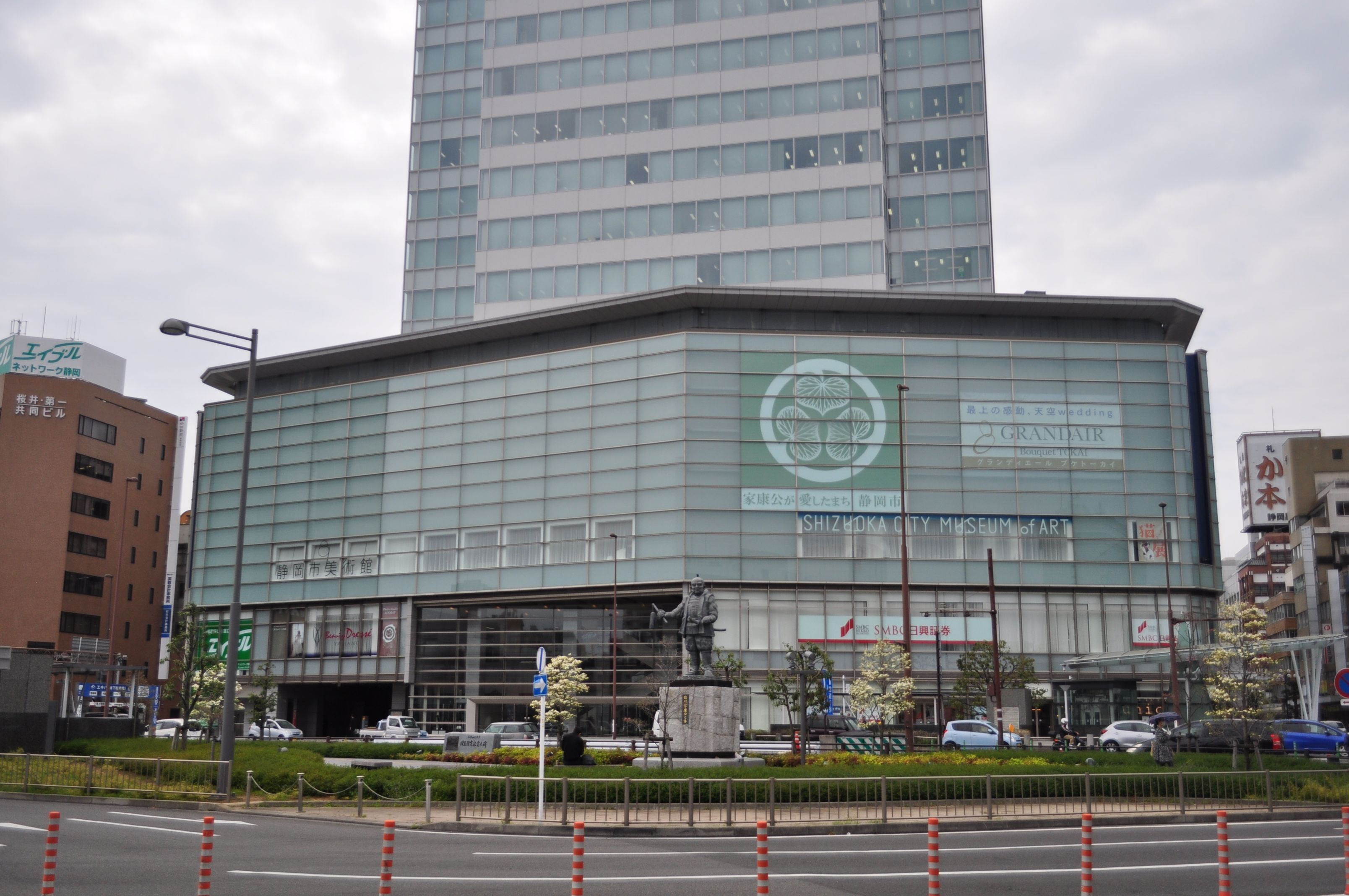
外観（2018年4月5日撮影）
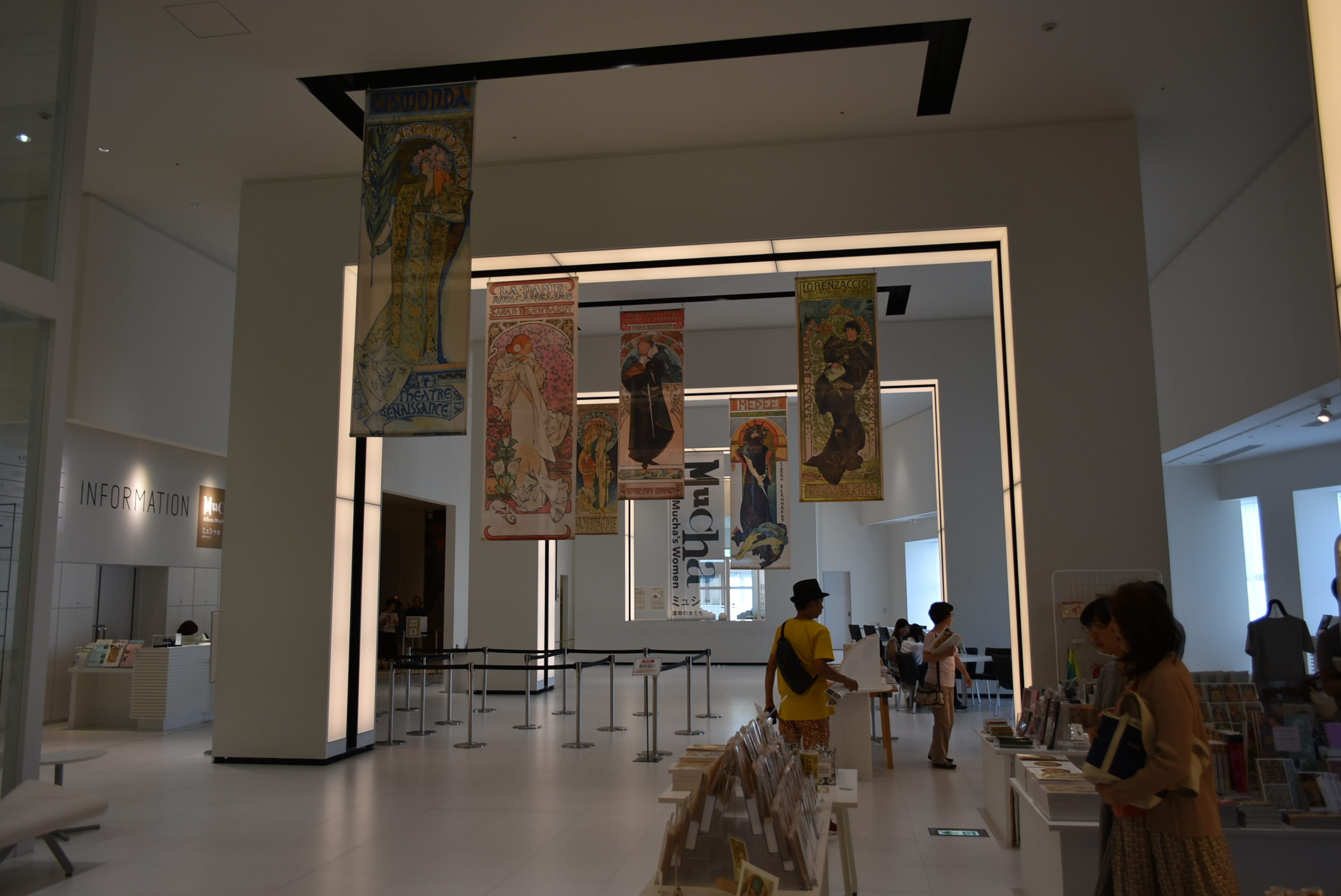
3階ホール（2018年7月10日撮影）

### ロゴ
ロゴマークには「５年後、こうなってほしい美術館」というメッセージが込められており、世界的にも有名な、静岡を象徴する富士山をモチーフに据え、二つの円を重ねて「人をつなぐ美術館」「地域を世界に発信する美術館」という意味を込めた。富士山をモチーフに、二つの円を重ねることで、「美術館を中心とした人の輪の広がり」、「地域と世界を結ぶイメージ」を表す。作成者は柿木原政広。
なお、このロゴは世界三大広告賞のひとつであるOne Showの銀賞を受賞している。

### 基本方針
基本方針として以下の4つが定められている。
- しずおかの歴史や風土、伝統的文化を継承しながら、新しい「しずおか文化」を創造し、世界に向けて発信します。
- 美術を主軸にデザインや工芸等、幅広いジャンルの展示をバランスよく実施します。
- 街にひらかれた「芸術文化の交流拠点」を目指します。
- 子どもからお年寄りまで、みんなが集う、“いきいきした美術館”を目指します。

### 館内施設
展示室
3室計約1,100m2、天井高4.1 - 4.5m
交流ゾーン
展示室とほぼ同じ広さがあり、コンサートやトークイベント、上映会など多彩な企画が開催されている。
- エントランスホール
- カフェ・ミュージアムショップ
- インフォメーション
- 多目的室
- ワークショップ室

ミュージアムショップでは、常時200点ほどの商品を扱っている。美術関連の本、デザイン性の高い文具や和小物、玩具などのさまざまなグッズや、県内メーカーが手掛けた木製品や和布のブックカバー、富士山型のコースターなどを集めたコーナーもあり、大学生等の注目を集めている。

### 開館時間
午前10時から午後7時まで。休館日は月曜日（祝日の場合は開館、翌日休館）、年末年始。

### 来場者数
- 初年度の来場者数は295,000人であり、前身の静岡アートギャラリー（年間50,000人）の6倍近くとなった。
- 1企画展あたりの来場者数は3万人前後であり、静岡市外からの来場者が45%を占めた[8]。

## フロア構成と主なテナント
複合棟
- B1階 - 2階 : 商業フロア
- 3階 : 静岡市美術館
- 4階 - 6階、24階 : 結婚式場（グランディエール　ブケトーカイ）
- 7階 - 23階 : オフィスフロア
- 25階 : スカイレストラン（ヴォーシエル）

駐車場棟
葵タワーと稲森パーキング本社が隣接
- 稲森パーキング本社のB1階、1階、2階、6階、9階が葵タワーと連絡通路で繋がっている